# 予告.in
予告.in（よこくいん）とはかつて矢野さとるが運営していた犯罪予告情報共有サイトである。

## 概要
予告.inは、2ちゃんねる掲示板やブログから犯罪予告と思われるキーワードを定期的にウェブ検索し、自動取得してトップページに掲載する。また、ユーザからの投稿フォームによる通報機能も存在する。この通報フォームによって投稿された情報は予告.inのTwitterにも表示される。
2008年6月8日に発生した秋葉原通り魔事件を受け、増田寛也総務相が6月11日に「来年度予算の概算要求に、ネット上の犯罪予告を検知できるソフトの開発費を盛り込む。費用は数億円かかる」とコメントした事に対し「自分ならお金と時間をかけずに開発できる」という考えから、急遽ウェブサイトを構築し、翌6月12日に公開された。
2013年2月18日には、虚構新聞の記事を受け、体罰被害申告サイト「体罰.in」を公開した（現在はリンク切れ）。
なお、サイト名「予告.in」についてはサイト内でも「予告.in」と「予告in」という表記が混在している。
2018年〜2019年頃にリンク切れとなり、現在は見る事が出来ない。

## クロスサイトスクリプティング事件
2008年8月3日3時頃、予告.inにクロスサイトスクリプトが貼られるという事件が起きた。Internet ExplorerやSleipnirなどのTrident系ウェブブラウザで予告.inにアクセスすると自動的に他サイトにリダイレクトされ、2ちゃんねる掲示板のニュース速報 (VIP) 板に自動的に犯罪予告とfusianasanによって被害ユーザーのリモートホストが書き込まれる事態となった。
この問題は同日4時に解決した。またこのスクリプトが貼られたURLは2ちゃんねるだけでなくmixiの予告.inコミュニティなどにも貼られており、二次被害が相次いだ。また事件発生中には便乗してjpg偽装やURL圧縮サービスなどを用いてURLを偽装しつつ、スクリプトが貼られたサイトに誘導している者や故意にスクリプトで書きこまれたスレッドと同文で犯行予告を行ったユーザーも存在する。

## 成果
2008年11月の時点で、予告inの通報が元になり逮捕に至ったと見られるものは20件あり、その内10件は矢野自身が警察と連絡を取り合って逮捕に至っている。

## 批判
秋葉原通り魔殺人事件の前後に犯罪予告が増えたのと相まって、「可視化することで余計に犯罪予告を煽っているのではないか」「行き過ぎて言葉狩りの域に発展している」との批判も存在する。